# Дајнинген
Дајнинген (њем. Deiningen) општина је у њемачкој савезној држави Баварска. Једно је од 43 општинска средишта округа Донау-Рис. Према процјени из 2010. у општини је живјело 2.045 становника. Посједује регионалну шифру (AGS) 9779130.

## Географски и демографски подаци
Дајнинген се налази у савезној држави Баварска у округу Донау-Рис. Општина се налази на надморској висини од 420 метара. Површина општине износи 15,3 km². У самом мјесту је, према процјени из 2010. године, живјело 2.045 становника. Просјечна густина становништва износи 133 становника/km².

## Међународна сарадња
| Мјесто     | Држава   | Врста сарадње | Од    |
| ---------- | -------- | ------------- | ----- |
| Мали Лошињ | Хрватска | контакт       | 2000. |
| Извор      |          |               |       |